# أرا أبراهاميان
أرا أبراهاميان (بالأرمنية: Արա Արշավիրի Աբրահամյան)‏ هو شخصية أعمال أرميني، ولد في 15 أبريل 1957 في Malishka ‏ في أرمينيا.